# トーマス・ハイネ
トーマス・ハイネ（Thomas Theodor Heine 、1867年2月28日 - 1948年1月26日）、本名、ダーフィット・テオドール・ハイネ(David Theodor Heine)は、ドイツ生まれのユダヤ系の画家、イラストレータである。"Th.Th.Heine"の名前で作品を発表することもあった。風刺漫画週刊誌「ジンプリチシムス」（"Simplicissimus"：大馬鹿者の意）の風刺漫画家として活動した。ナチスの迫害から逃れるために最終的にスウェーデンに亡命した。

## 略歴
ライプツィヒのユダヤ系実業家の家に生まれた。1884年に17歳で地元の雑誌に似顔絵を発表した。1884年から1889年の間、デュッセルドルフ美術アカデミーで学ぶが、教師と諍いを起こし、ミュンヘンに移った。ミュンヘンで風景画家として働いた後、1892年から娯楽雑誌「Fliegende Blätter」などのイラストレータとして働き、ポスターの仕事もした。1895年に雑誌編集者のアルベルト・ランゲン(Albert Langen）と知り合い、ランゲンがミュンヘンで1896年4月に創刊された社会風刺雑誌「ジンプリチシムス」の主要な画家として働いた。「ジンプリチシムス」はしばしば当局の摘発を受け、ハイネも1899年に、寄稿者のフランク・ヴェーデキントとともに、逮捕され数ヵ月間収監された。
反ユダヤ主義が拡がってくると「ジンプリチシムス」で仕事を続けることが困難になり、ナチスを批判することの危険を恐れる他の編集者とも対立した。1933年にナチスが権力を掌握すると、「ジンプリチシムス」は編集長のシェーンベルナー(Franz Schoenberner)やハイネとの関係を断つことで出版継続が認められた。さらにハイネは逮捕を逃れるためにベルリン、プラハに逃れ、1938年から1942年まではノルウェーのオスロに亡命した後、1942年にスウェーデンに移り、亡くなるまでスウェーデンで暮らした。1942年にシニカルな内容の自伝「奇跡を待っている」("Ich warte auf Wunder")を出版した。

## 作品

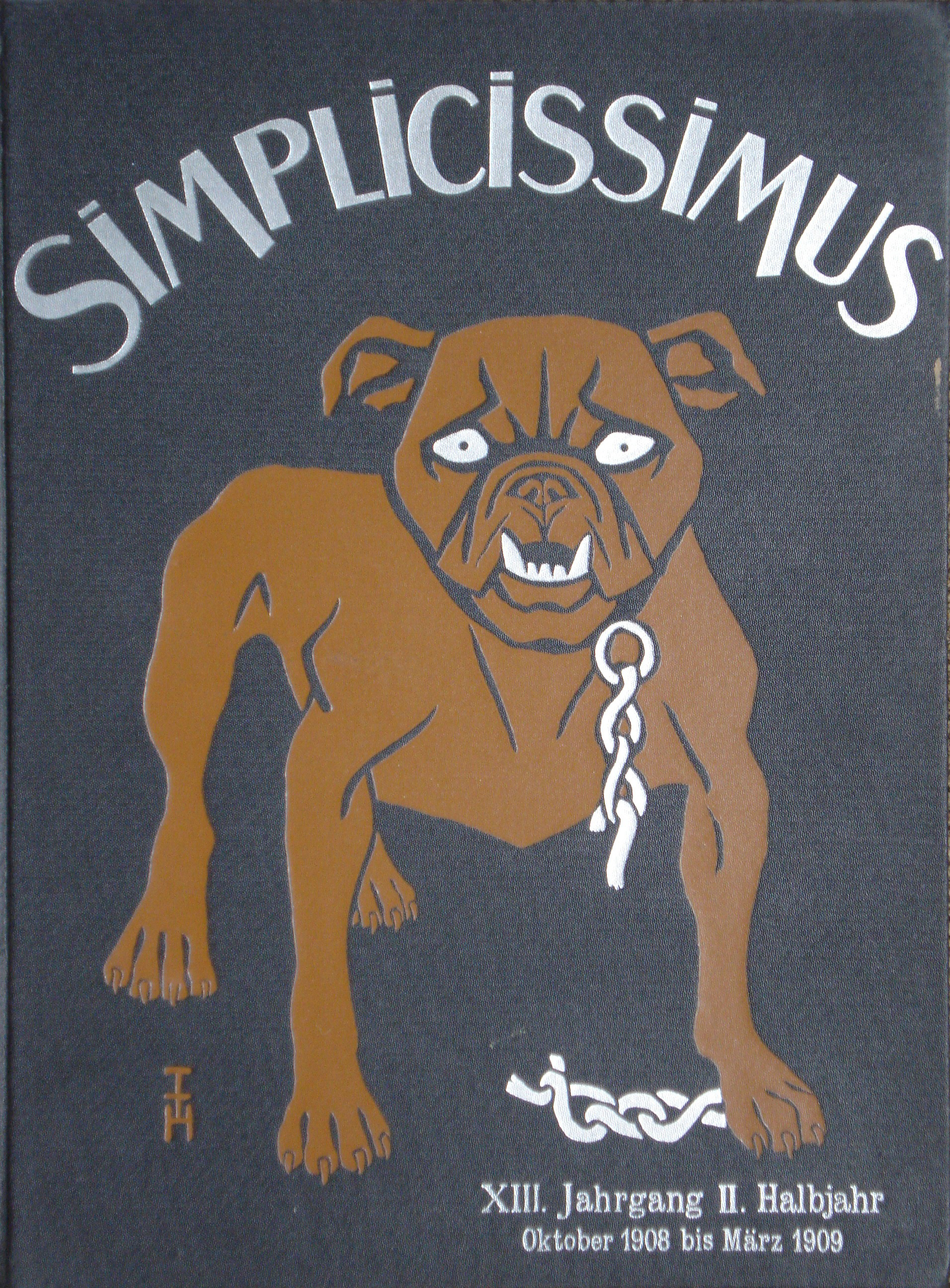
「ジンプリチシムス」表紙
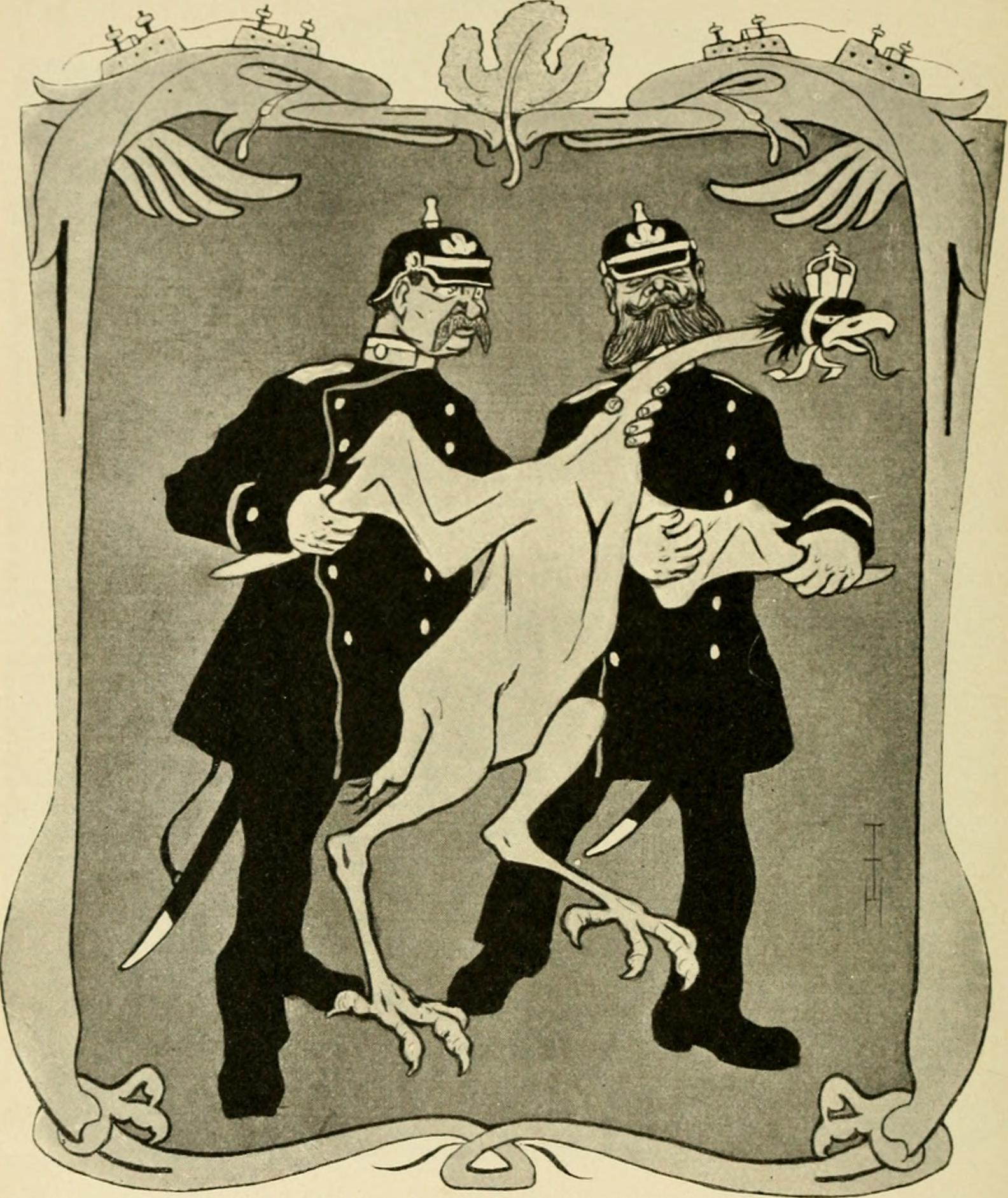
(1900)「裸の帝国の鷲」
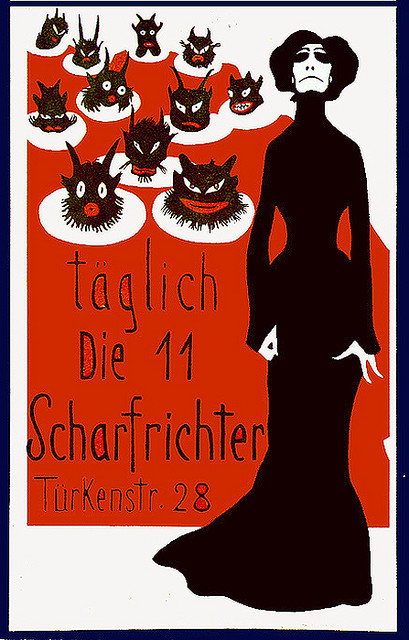
ポスター
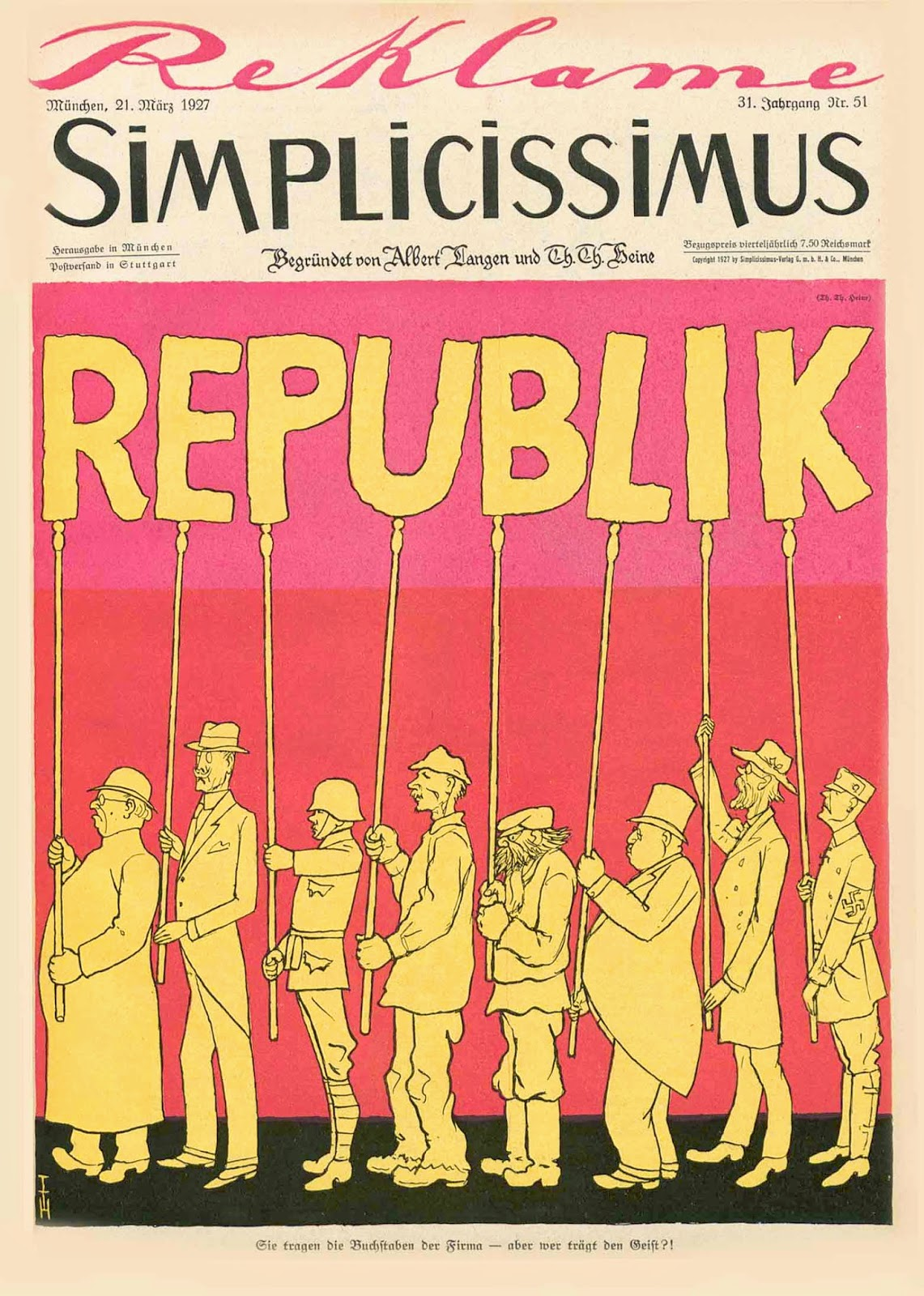
(1927)「共和主義者のいない共和国」
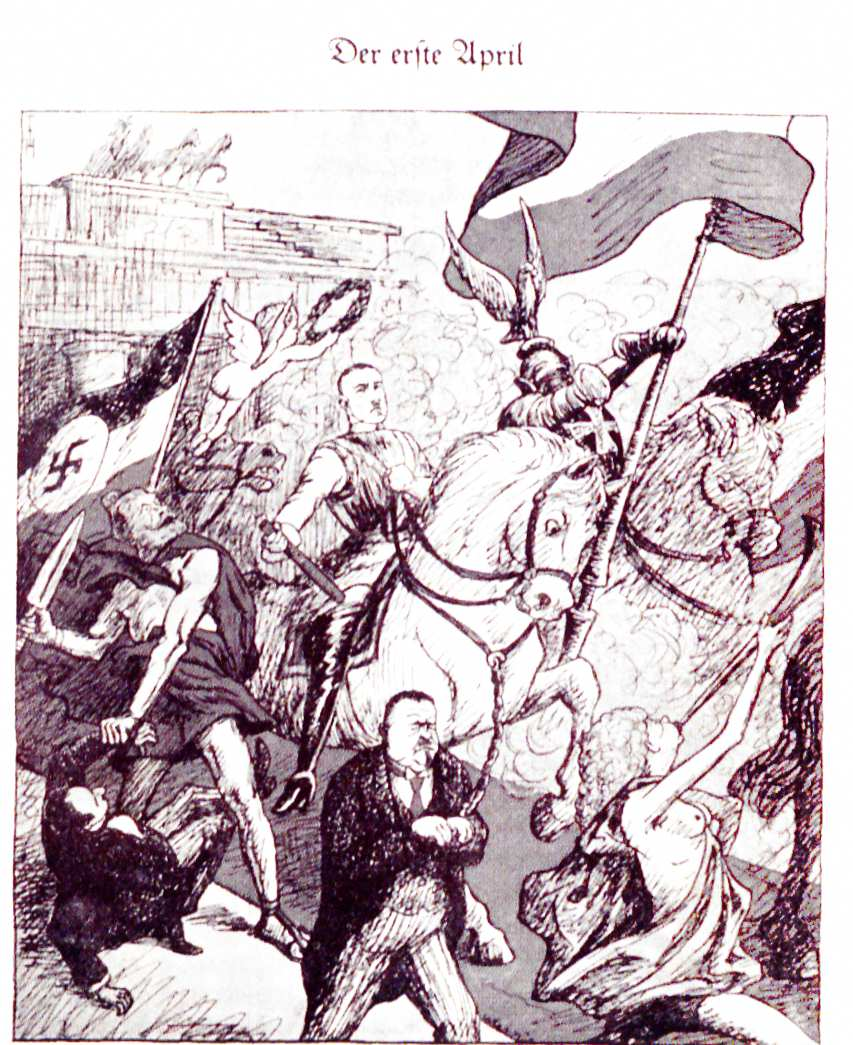
(1924)「ヒットラーのベルリン入場」
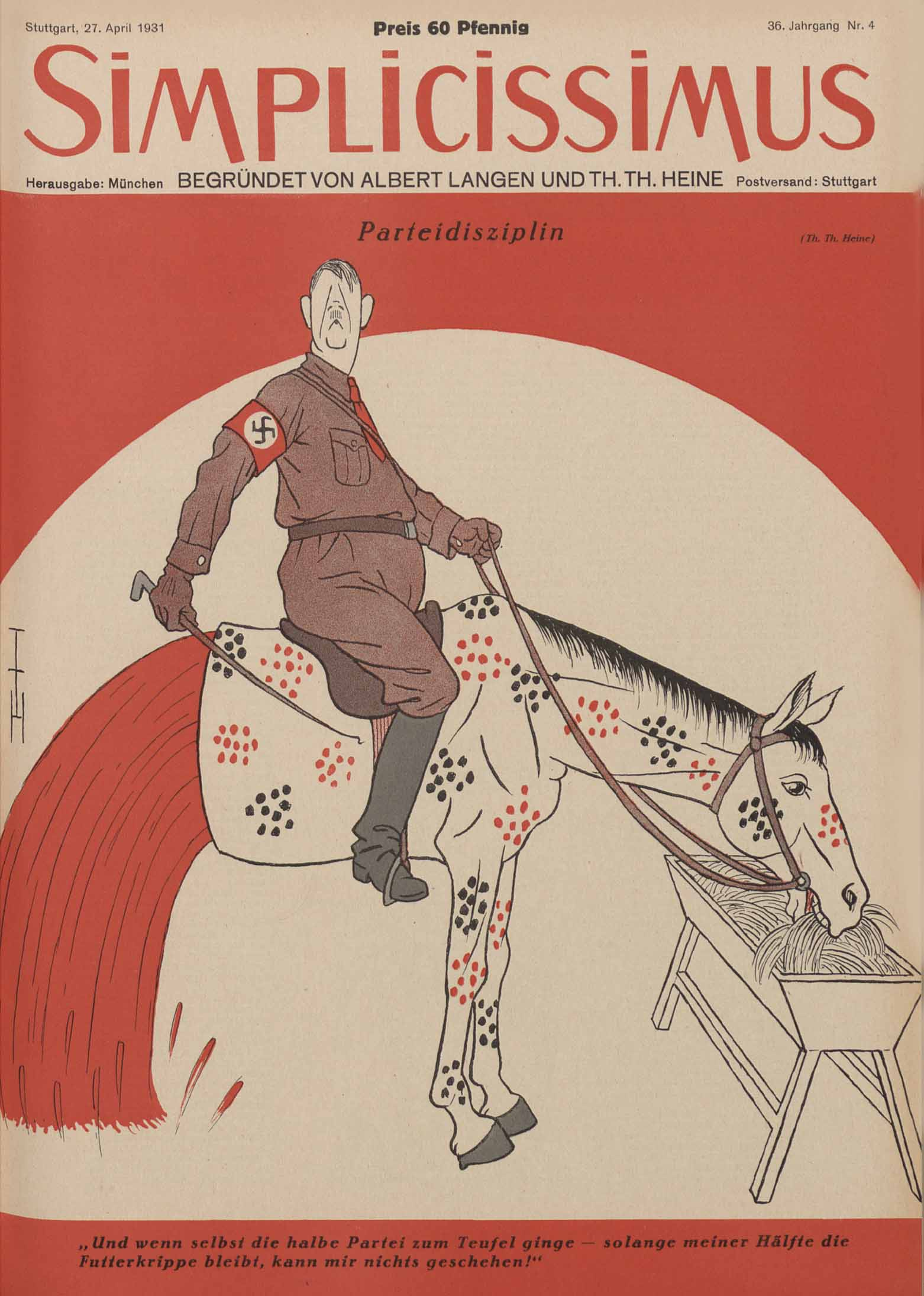
(1931)「ヒットラー」